# American Jewish Year Book
L'American Jewish Year Book è l'annuario della comunità ebraica nordamericana, pubblicato dalla Jewish Publication Society (JPS) a partire dal 1899.

## Storia editoriale
Nel 1908, l'American Jewish Committee iniziò a redigere l'annuario, del quale la JPS rimase la casa editrice. Dal 1950 al 1993, le due organizzazioni svolsero il duplice ruolo di redazione e pubblicazione dei testi, finché nel '95 l'AJC divenne l'unico redattore ed editore.
A seguito della crisi economica e della riorganizzazione del settore editoriale statunitense nel 2008, non vi furono nuove edizioni del libro per 4 anni consecutivi.
A partire dal 2012, l'editore Springer lanciò la versione online, che, in linea con la tradizione precedente, è ritornata ad essere una risorsa di riferimento per la comunità nordamericana, utilizzata anche dai ricercatori universitari e dai professionisti di istituzioni e biblioteche ebraiche. Springer pubblica la'nnuario in collaborazione con la Berman Jewish DataBank e con l'Association for the Social Scientific Study of Jewry.

## Struttura
Ogni edizione espone i contenuti secondo la seguente struttura:
- due capitoli prendono in esame argomenti di interesse per la comunità ebraica americana, quali: il secolarismo ebraico statunitense, una panoramica dell'ebraismo canadese, l'educazione ebraica, un riferimento alla comunità di NewYork City, le tematiche del gender nella vita ebraica americana, l'adattamentoe  l'integrazione dei gruppi di migranti ebraici e la vita ebraica nei campus universitari;
- National Affairs e "Jewish Communal Affairs": due capitoli che presentano gli eventi e i fatti dell'anno di rilievo per gli ebrei americani ulteriori;
- Jewish population: tre capitoli che forniscono informazioni aggiornate riguardo alla demografia e alla geografia della popolazione ebraica degli Stati Uniti, del Canada e del mondo;
- Jewish institutions: un capitolo di oltre 340 pagine fornisce un elenco di istituzioni ebraiche, fra i quali è possibile rinvenire federazioni ebraiche, centri di comunità, agenzie di servizi sociali per la comunità ebraica, organizzazioni nazionali, campi notturni, istituzioni storiche e musei dell'Olocausto, consolati israeliani;
- Media : un capitolo che contiene un elenco di periodici e mezzi di comunicazione ebraici, sia nazionali che locali;
- Academic Resources: un capitolo di risorse accademiche, che presenta un elenco di programmi di studi giudaici, sull'Olocausto e i genocidi storici, programmi di lavoro sociale ebraico, seguito da una bibliografia di titoli pubblicati nell'ultimo anno relativamente alla comunità ebraica nordamericana, un elenco di siti Web, biblioteche e organizzazioni utili per la ricerca sull'Olocausto e le comunità ebraiche nel mondo;
- Transitions: un capitolo con una selezione degli eventi dell'ultimo anno significativi per la comunità ebraica nordamericana a cura della Jewish Telegraphic Agency, e un'appendice relativa a conferimenti di onorificenze e ai necrologi.